# La notte di San Lorenzo (Luchè)
La notte di San Lorenzo è un singolo del rapper Italiano Luchè, pubblicato il 27 luglio 2022 come secondo estratto dalla riedizione del quinto album in studio Dove volano le aquile.

## Descrizione
Il singolo è caratterizzato da un campionamento della voce di Pino Daniele del brano Je sto vicino a te del 1979, incluso nell'album Pino Daniele.

## Tracce
Testi di Luca Imprudente e Pino Daniele, musiche di Guido Parisi e Pino Daniele.
1. La notte di San Lorenzo – 3:08

## Classifiche
| Classifica (2022) | Posizione massima |
| ----------------- | ----------------- |
| Italia            | 27                |